# Jana Leo

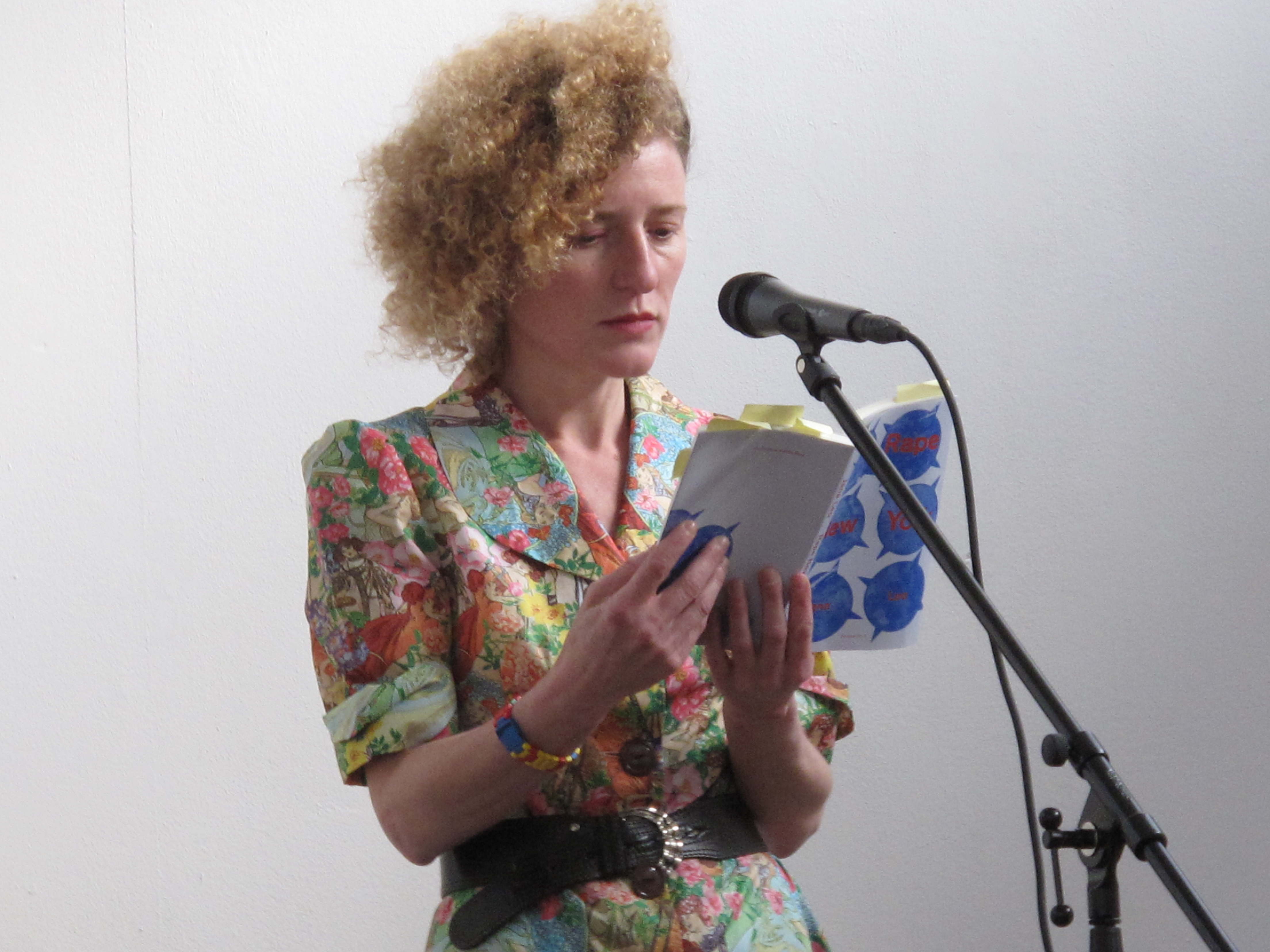
Jana Leo en Londres presentando su libro Violación en Nueva York

Jana Leo de Blas ( Madrid, 1965 ) es una artista visual multidisciplinar española. Se ha formado profesionalmente entre Madrid y Estados Unidos. En sus primeras obras se centró en el videoarte y la fotografía pero posteriormente amplió su trabajo con el vídeo, la fotografía, el ensayo o la arquitectura . A través de sus trabajos ha expuesto la intimidad en el espacio público y ha relacionado arte y ciudad. Sus obras se han expuesto en España y en Estados Unidos. Es especialmente conocida por su libro "Violación Nueva York" donde cuenta y analiza su propia experiencia. 

## Trayectoria
Jana Leo nació en Madrid en 1965. Entre 1985 y 1990 se licenció en Pedagogía y Filosofía en la Universidad Autónoma de Barcelona. Posteriormente, entre 1992-1994 realizó un Máster en Teoría del arte en el Instituto de Estética y Teoría de las Artes. Además, es Doctora en Filosofía por la Universidad Autónoma de Madrid (2000) y realizó un Máster en Arquitectura en la Universidad de Princeton (2000), que becó parte de sus estudios. También ha recibido la Beca Pollock y la Marcelino Botín.
Durante siete años (2000-2007) se dedicó a la docencia dando clases de conceptos de arte, arquitectura y estética en Cooper Union University en Nueva York y de proyectos en Syracuse. Esto la llevó a residir durante muchos años entre Princeton (EE. UU.) y Madrid.  
En 2001 fue violada en su apartamento de Harlem en Nueva York. Su testimonio fue publicado en 2011 "Rape in New York. A true story of sexual violence in a corrupt property market." primero en inglés y en 2017 en español por Ediciones Lince. El libro no solo recoge el trauma vivido por la autora sino una profunda lectura socioeconómica sobre cómo la ciudad forma parte de la estructura que sirve como base a este tipo de agresiones.
En 2007, creó en Nueva York "Civic Gaps", un centro de estudios dedicado a la investigación de los espacios vacíos o abandonados en la ciudad. Un año después, en noviembre de 2008 creó con el apoyo de una ayuda de acción cultural del Ministerio de Cultura, la Fundación Mosis, con un enfoque más amplio con el compromiso de conectar a las ciudades con el art.  
Además de artista y docente, Jana Leo también ha desarrollado su carrera como analista y crítica. Ha formado parte del consejo editorial de revistas como El paseante y ha publicado artículos para catálogos y libros.  
En el ámbito de la arquitectura, ha sido colaboradora asociada con OSA- Office for Strategic Artchitecture y ha trabajado en los concursos de arquitectura: Europan 2003, Viviendas en Atocha EMV 2003, Orcasitas vivienda social 2003 y AZCA 2006.

## Obra
Jana Leo es una artista conceptual y multidisciplinar, que trabaja en videocreación, escritura, vídeo, super-8, cine, fotografía, ensayo y arquitectura. 
En el mundo del videoarte, su obra se puede enmarcar dentro de la tendencia narrativa, es decir, se sitúa entre aquellas videoartistas que cuentan historias íntimas de una manera única y personal a través del lenguaje visual y literario.  

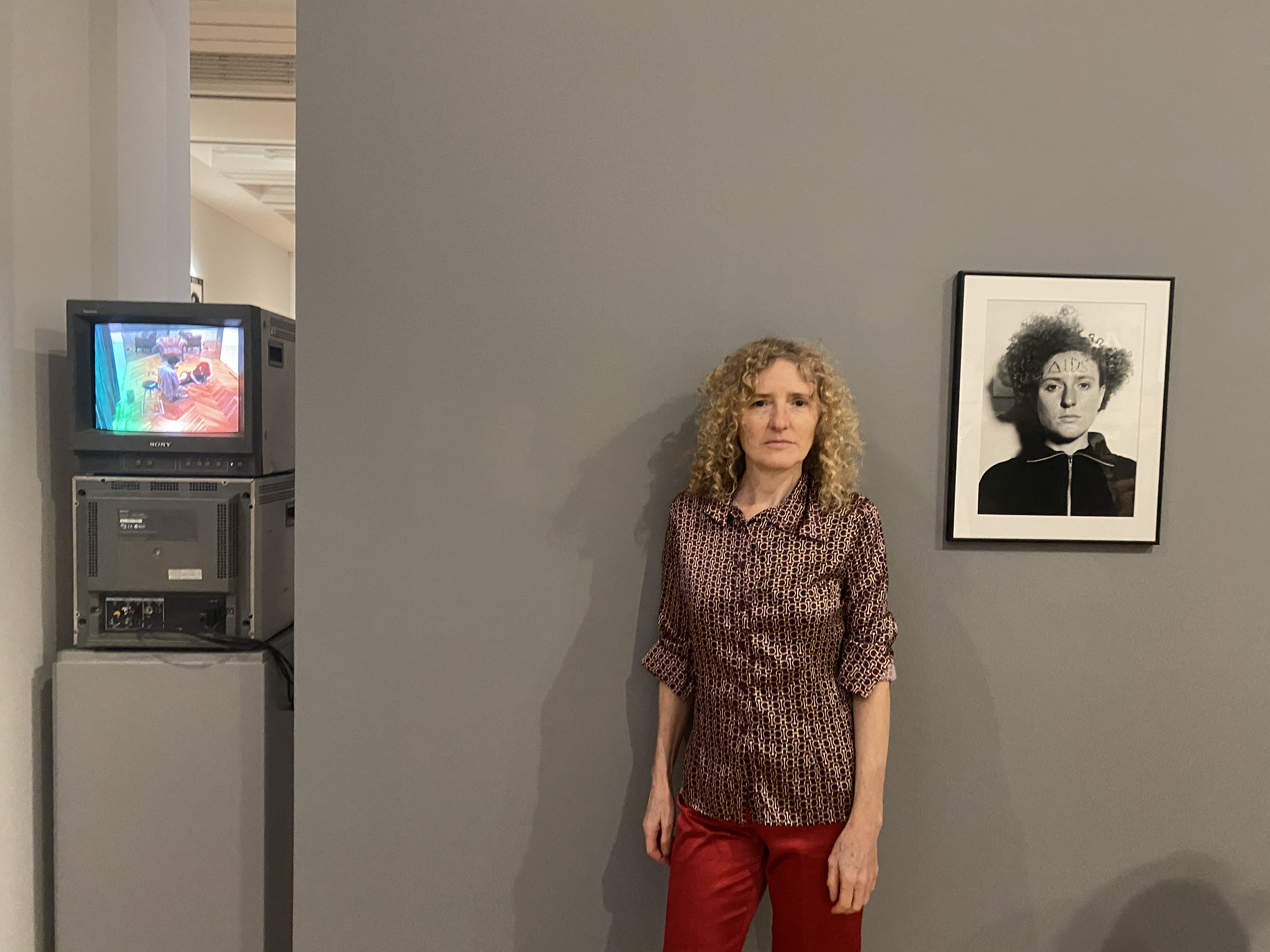
En Fotonoviembre 2023

Como artista multidisciplinar, su obra ha tenido como eje común la colaboración y el anonimato. Su obra ha seguido varias direcciones: una parte se sitúa entre el espacio público e íntimo y la otra parte en la que relaciona arte y ciudad.   

### Espacio público e íntimo
Una de las direcciones de su obra está enfocada en afrontar la intimidad pública. En Histérica (1997), Jana Leo, tras discutir con su pareja, graba una videocarta en la que, mirando directamente a la cámara, explica todo lo que ha callado durante la discusión.
También en el proyecto A, la artista muestra su intimidad a los demás a través de una exposición fotográfica de lo cotidiano que trata temas como el amor,   la muerte, el cuerpo, la ternura o la violencia. Otras obras de Leo que se enmarcan en esta dirección son los vídeos de super-8 Corte de pelo, Sin nombre, Limpiar el baño o Polvo. 
Algunas de sus obras tienen como objetivo provocar situaciones de enfrentamiento entre desconocidos. Un ejemplo es Escribiendo cartas de amor, de la serie Public Intimacy, el estudio en Nueva York en 2005 y donde ofrece la redacción de una carta de amor. Las cartas se fotocopiaban y se ponían en una estantería en la pared para que los visitantes se las pudieran llevar, formando un nuevo espacio íntimo. En otras ocasiones, su obra ha puesto el sexo en el centro del dilema de la intimidad pública. Es el caso de Peep-show, que se exhibió en la Galería Buades de Madrid en 1995. En esta obra, Jana Leo exhibía al tiempo que exploraba sus experiencias sexuales a través de un peep-show (un espectáculo que se ve a través de un pequeño agujero) y pedía a los espectadores que le hicieran fotografías. La exposición también incluía fotografías que, manipuladas con diferentes materiales, mostraban la automutilación o la negación del mismo cuerpo. 

### Arte y ciudad
Otra dirección de su obra apunta hacia acciones colectivas en las que relaciona arte y ciudad. En Flying Papel Airplanes, Leo se apropió del hall del MoMa para hacer volar aviones de papel con el texto "As a Mall I really Like MoMa ". Con esta acción, la artista buscaba poner en entredicho la función del arte y la arquitectura en los grandes museos. 
En 2009, llevó a cabo en Madrid el proyecto colectivo Reserva Ciudad, que trata de mejorar la vertiente intelectual y existencial de la ciudad. El experimento consistía en rutas de turistas por la ciudad que iban acompañados de artistas, archivos y un GPS. A través de la fotografía, el proyecto buscaba darle visibilidad a aquellos aspectos urbanos que son olvidados por otras formas de ocio y cultura. El proyecto Reserva Ciudad comenzó en 2006 después del debate entre Jana Leo y Gabriel Park sobre los cambios que se estaban produciendo en la ciudad de Nueva York.  

## Publicaciones
Como analista, Leo ha escrito varios artículos sobre arquitectura. Sin embargo, su primer ensayo no se publica hasta 2006 con El viaje sin distancia, en el que analiza, entre otros aspectos, el cambio de valores de la cultura contemporánea y la influencia de las nuevas tecnologías en la vida doméstica.

### Violación Nueva York
El 25 de enero de  2001 Jana Leo fue violada en su apartamento en Harlem, en Nueva York. Cuatro años después, en 2011, la artista publicó Rape in New York, un libro donde analiza cómo la violencia va más allá de la violación y se relaciona con la burocracia de la ciudad, la mala gestión de las propiedades y un sistema judicial defectuoso. Jana trabajo durante seis años acumulando cajas con documentos judiciales, archivos fotográficos (fotografió cada uno de los rincones del apartamento en el que vivía, tal y como quedó después de su violación). Finalmente en  2007 se encarceló a su violador y también a su casero ya que tanto la cerradura de la entrada como la de la azotea estaban rotas y su negocio era "desatender las viviendas que alquilaba para que los inquilinos dejaran los pisos. Por cada nuevo arrendatario no solo recibía una nueva comisión sino también se beneficiaba de la subida del alquiler.
En 2018 presentó No violarás, una triple performance creada a partir de historias reales como la sufrida por ella.

### Exposiciones
A continuación, una recopilación de las exposiciones a través de las cuales Jana Leo ha dado a conocer su obra tanto en España como los Estados Unidos .
Individuales
- 2009. Rape New York, an open archive - Invisible Exports, Nueva York.
- 2007. As a mazo I really like Moma II - Action at MoMa: Architecture souvenirs
- 2006.   As a mazo I really like Moma - Action at MoMa:   Flying papeles Airplanes
- 2.005. Objects of word Open Studios at ISCP International Studio Program. Nueva York.
- 2004. Situation-Public Intimacy (Instalación-acción).   Open Studios en ISCP Nueva York.
- 2003. The after lovers (Video musical) Casa América, Madrid, con Ángel Borrego
- 2002. Rape-room (instalación)
- Project Room, ARCO, Madrid.
- 1999. Smell of death (fotografía) Steffany Marz Gallery, Nueva York
- Teddy Bears II (instalación) Javier Lopez Gallery, Madrid.
- A. (fotografía, libros y vídeo) Museo de Arte Contemporáneo Reina Sofía, Madrid
- 1997. Colecciona una cuerpo (fotografía) Galería Buades, Madrid
- Colecciona un cuerpo Sala Mestizo - Murcia, España
- Retratos. (vídeo) ARCO International Art Fair.
- 1996. White death (fotografía) Centro Cívico Can Basté, Barcelona.
- Retratos. (vídeo) Canal Plus TV.
- 1995. Retratos (vídeo) Metropolis TV.
- Blindly taking pictures (fotografía) Centro Cívico Can Baste, Barcelona.
- 1994. White death (fotografía) Centro Cultural, Alcorcón, Madrid.
- Eagerness (fotografía) Universidad Complutense de Madrid, Madrid.
- AIDS (fotografía) FNAC. Madrid.

Colectivas
- 2007. Line drawings, Queens Library Gallery.
- The Intruder (video instalación) en A TRAVÉS DE PAREDES, Canarias, España
- The Intruder (video instalación) en A TRAVÉS DE PAREDES, Girona, España
- Frozen Memory a Bienal de Valencia, España.
- 2006. Progress with poetry en Peekskill Project, Nueva York.
- 2.005. Writing love letters a Pardon ME. -Liane and Danny Taran Gallery Montreal
- Just for you and senxo loop, Video festival. Barcelona
- 2004. From New York with love. Covivant Gallery. Florida
- 2003. Fluido encounters (public art) W / Bengala. Lavabos del New Museum, Nueva York.
- Not watch / watch not touch (performance) on the Theater: Collective
- Unconciouss en Ludlow St. nueva York